# Owain Yeoman
Owain Yeoman (* 2. července 1978 Chepstow) je britský filmový a televizní herec. V současné době[kdy?] je hvězdou stanice CBS, kde v televizním seriálu Mentalista ztvárňuje hlavní postavu agenta Waynea Rigsbyho.

## Herecká kariéra
I když je Owainovou vášní hraní, nikdy to nezamýšlel jako profesi. Zpočátku chtěl studovat účetnictví na Harvardově univerzitě, ale pak se rozhodl jít za srdcem a rozhodl se pro herectví.
Owain absolvoval Královskou akademii dramatických umění v Londýně. Hrál a režíroval v divadle Oxford Playhouse Othella. Mezi jeho další divadelní úspěchy patří „Čaroděj ze země Oz“, „Člověk, Zvíře & Ctnost“ a „Jak se vám líbí“. Objevil se v celovečerních filmech, jako je Troja, kde hrál po boku Brada Pitta a Orlanda Blooma, či ve snímku Beerfast. Zahrál si také v seriálech Kitchen Confidential, Commando Nanny, The Nine, Příběh Sáry Connorové či Vraždy v Midsomeru.

## Osobní život
Mluví čtyřmi jazyky – anglicky, francouzsky, německy a velšsky. 9. prosince 2006 se oženil s herečkou Lucy Davis v katedrále svatého Pavla v Londýně. Nyní spolu žijí v Los Angeles. Stal se tváří kampaně pro vegetariánství organizace PETA. Je vysoký 193 centimetrů.